# Eustație Altini
Eustație Altini, né vers 1772 à Zagora en Grèce et mort en 1815 à Iași, en Moldavie, est un peintre spécialisé dans l'ornementation des iconostases.

## Biographie
Eustație Altini naît vers 1772 à Zagora, une petite ville grecque appartenant alors à l'Empire ottoman. En 1780, afin d'échapper aux persécutions, sa famille émigre à Iași où il devient apprenti peintre auprès d'un artiste dénommé Nicolae.
Remarqué par son talent, il quitte Iași en 1789 pour étudier à l'Académie des beaux-arts de Vienne, auprès de Heinrich Friedrich Füger, Johann Baptist Lampi et Hubert Maurer (1738-1818). À Vienne, il apprend l'art de la peinture occidentale, et réussit à introduire progressivement les techniques de clair-obscur et de perspective dans la tradition de la peinture orthodoxe.
Le classicisme de ses études académiques est tempéré par l'influence de la culture picturale viennoise complexe. Sa première réalisation connue dans le domaine de la peinture religieuse est l'iconostase (1802) de l'église de Banu à Iaşi, commandée par le Iacov Stamati (1748-1803), un prélat aux vues culturelles illuministes. 
Il peint également l'iconostase (1805) de l'église épiscopale en romain et celle de l'église Saint-Spyridon (1813) à Iaşi, où son talent atteint sa pleine maturité. Dans une composition dédiée à un épisode de la vie du métropolite Veniamin Costachi (1813), il dévoile sa sensibilité romantique. 
Altini individualise parfois les visages des personnages sacrés, en particulier les prophètes, auxquels il donne des traits de portrait, tandis que dans ses compositions, il utilise des gravures occidentales. Les figures de certaines de ses icônes royales sont représentées avec sensibilité sur un fond de paysage. Par le biais de ses élèves et de ses imitateurs, Altini propagea le classicisme dans la peinture religieuse en Moldavie. Longtemps après sa mort, les peintres de l'église ont été obligés par leurs contrats de reproduire ses icônes. 
Eustație Altini meurt en 1815 à Iaşi.